# BORSCHT
BORSCHT – akronim od angielskich terminów w odniesieniu do łącza abonenckiego (linii abonenckiej):
Battery feed – zasilanie

Overvoltage protection – zabezpieczenie przepięciowe

Ringing – dzwonienie

Supervision – nadzór pętli abonenckiej

Codec – kodek (koder i dekoder)

Hybrid – układ antylokalny

Testing – testowanie
Funkcje elektroniczne zbiorczo określane jako BORSCHT są wykorzystywane w telefonii analogowej POTS. Układy BORSCHT są zwykle umieszczane w centrali telefonicznej. W najbardziej zaawansowanych rozwiązaniach są to układy scalone na kartach liniowych.
Układy BORSCHT są stosowane również w nietradycyjnych rozwiązaniach telefonicznych, w sieciach takich jak sieci telewizji kablowej, światłowodowe, VoIP czy sieci bezprzewodowe.